# Modafinilo

Esquema del Modafinilo.

El modafinilo es un neuroestimulante con propiedades eugeroicas (promotor de estados de alerta) y neuroprotectoras indicado para el tratamiento de la “somnolencia excesiva diurna asociada con narcolepsia”, “somnolencia excesiva diurna asociada con apnea obstructiva del sueño” y “desorden del sueño sin cambio de turno laboral”.
Existe un gran número de investigaciones que muestran la interacción del modafinilo sobre los sistemas de neurotransmisores, pero aún no se conoce un mecanismo preciso de su modo de acción. La información recogida del modafinilo, al igual que otros estimulantes, incrementa la liberación de monoaminas, específicamente la norepinefrina y la dopamina. Sin embargo, el modafinilo también aumenta los niveles de histamina del hipotálamo, que ha contribuido a que se considere un "agente que promueve el estado de vigilia" en lugar de un clásico estimulante del tipo de las anfetaminas. A pesar de su acción sobre la histamina, comparte parcialmente el modo de acción con otros estimulantes debido a sus efectos sobre la norepinefrina y dopaminas.
En los ensayos clínicos realizados, el modafinilo mostró incrementar y mejorar el estado de vigilia, reduciendo en número de episodios de sueño durante el día. El modafinilo resalta el estado de vigilia mejorando el nivel de concentración, y no tiene ningún efecto apreciable sobre la incidencia de ataques cataplécticos asociados a la narcolepsia. Por otra parte, el especial perfil farmacológico del modafinilo permite que el fármaco pueda ser interesante en el tratamiento de la fatiga asociada a la apnea del sueño o la esclerosis múltiple. El modafinilo es considerado como el neuroestimulante de primera elección, por la Federación Europea de Sociedades Neurológicas y la Food and Drug Administration para el tratamiento de episodios de sueño irresistible, falta de energía, fatiga a pesar de haber dormido bien, deseos de dormir en momentos inoportunos, necesidad de siestas frecuentes, problemas para realizar actividades por sentir sueño excesivo, entre otros síntomas. Este fármaco no tiene potencial de abuso o dependencia comparado con otros estimulantes comunes, pero se debe tener especial cuidado en personas vulnerables debido al efecto del modafinilo sobre la dopamina en el "centro de motivación", parte del sistema de recompensa del cerebro.
A pesar de no estar aprobado para varias de estas indicaciones, se ha demostrado que el modafinilo es efectivo para el trastorno por déficit de atención, depresión, dependencia a opioides y/o cocaína, enfermedad de Parkinson, esquizofrenia y fatiga relacionada con enfermedades, así como a la fatiga producto de efectos secundarios de otros medicamentos.

## Mecanismo de acción
El modafinilo es un medicamento que actúa sobre los sistemas de dopamina, noradrenalina y serotonina, uniéndose a las bombas recaptadoras presinápticas (DAT, NET y SERT, respectivamente) y aumentando su concentración en la brecha sináptica, promoviendo así la vigilia. El modafinilo también promueve un estado de excitación por dos vías: activa los circuitos glutamatérgicos e inhibe la liberación de GABA, que es el responsable de la inhibición de circuitos neuronales relacionados con el estrés y la ansiedad. Además, activa las neuronas orexigénicas, que secretan orexinas, los péptidos supresores del sueño. Por eso el modafinilo sirve para tratar la narcolepsia, caracterizada principalmente por un estado extremo de somnolencia diurna; se produce por una alteración genética que predispone al sistema inmune a atacar a las neuronas orexigénicas.
La estimulación inducida por el modafinilo parece localizarse en las subregiones de hipocampo, el núcleo centrolateral del tálamo y el núcleo central de la amígdala, tal y como lo señalan algunos estudios en animales en los que el modafinilo aumenta la transmisión glutaminérgica en el tálamo y el hipocampo. A diferencia de la anfetamina y otros estimulantes del sistema nervioso central, la actividad del modafinilo no se debe a interacciones con el sistema dopaminérgico o simpaticomimético. El modafinilo no es un ligando para los neuroreceptores implicados en el mecanismo del sueño, no actuando sobre los receptores adrenérgicos, dopaminérgicos, serotoninérgicos, GABAérgicos, adenosinérgicos o benzodiazepínicos. Tampoco altera las hormonas implicadas en la regulación del sueño (melatonina, cortisol y hormona del crecimiento).
Cuando las dosis superan los 600 mg/día, el modafinilo induce hipertensión y aumento de la frecuencia cardiaca, si bien a las dosis prescritas, los efectos secundarios son mínimos.
Como otros estimulantes del sistema nervioso central, el modafinilo produce unas 200 veces menos euforia que la anfetamina, en lo que se refiere a la inducción de comportamientos adictivos, pero se administra en dosis 10 a 40 veces más alta, por lo que el efecto es similar a las anfetaminas. Una dosis de anfetamina ronda los 10 mg mientras que para el modafinilo usualmente ronda los 100-400 mg. El modafinilo no induce una pérdida de peso.

## Farmacocinética
El modafinilo es una sustancia racémica, cuyos enantiómeros muestran unas propiedades farmacocinéticas diferentes. En el estado de equilibrio (steady state), las concentraciones del isómero-L son unas tres veces mayores que las del isómero-D. Ambos enantiómeros muestran una farmacocinética lineal después de dosis múltiples, alcanzándose el estado de equilibrio a los 2-4 días. La absorción oral del modafinilo es rápida, alcanzándose las concentraciones máximas en plasma a los 2-4 horas. Se desconoce cuál es la biodisponibilidad absoluta debido a la imposibilidad de comparar los niveles plasmáticos y las AUC de las dosis orales con las intravenosas.
El modafinilo se distribuye ampliamente en los tejidos corporales, uniéndose moderadamente a las proteínas del plasma (60% a la albúmina).
La mayor parte del modafinilo se elimina por metabolismo hepático, con una desaminación hidrolítica, una S-oxidación y conjugación con ácido glucurónico. Se producen solo dos metabolitos inactivos que son eliminados por vía renal. Uno de estos metabolitos, el ácido modafinílico es un potente inhibidor de las isoenzimas CYP2C19 y CYP2C9. Menos del 10% de la dosis administrada es eliminada como fármaco nativo. La semi-vida de eliminación es del orden de 15 horas.
La insuficiencia renal no influye sobre la farmacocinética del modafinilo, si bien se produce una acumulación del metabolito inactivo. Por el contrario, la insuficiencia hepática reduce considerablemente el aclaramiento del fármaco, llegándose a doblar las concentraciones plasmáticas en comparación con los sujetos normales.

## Indicaciones
Para administración oral:

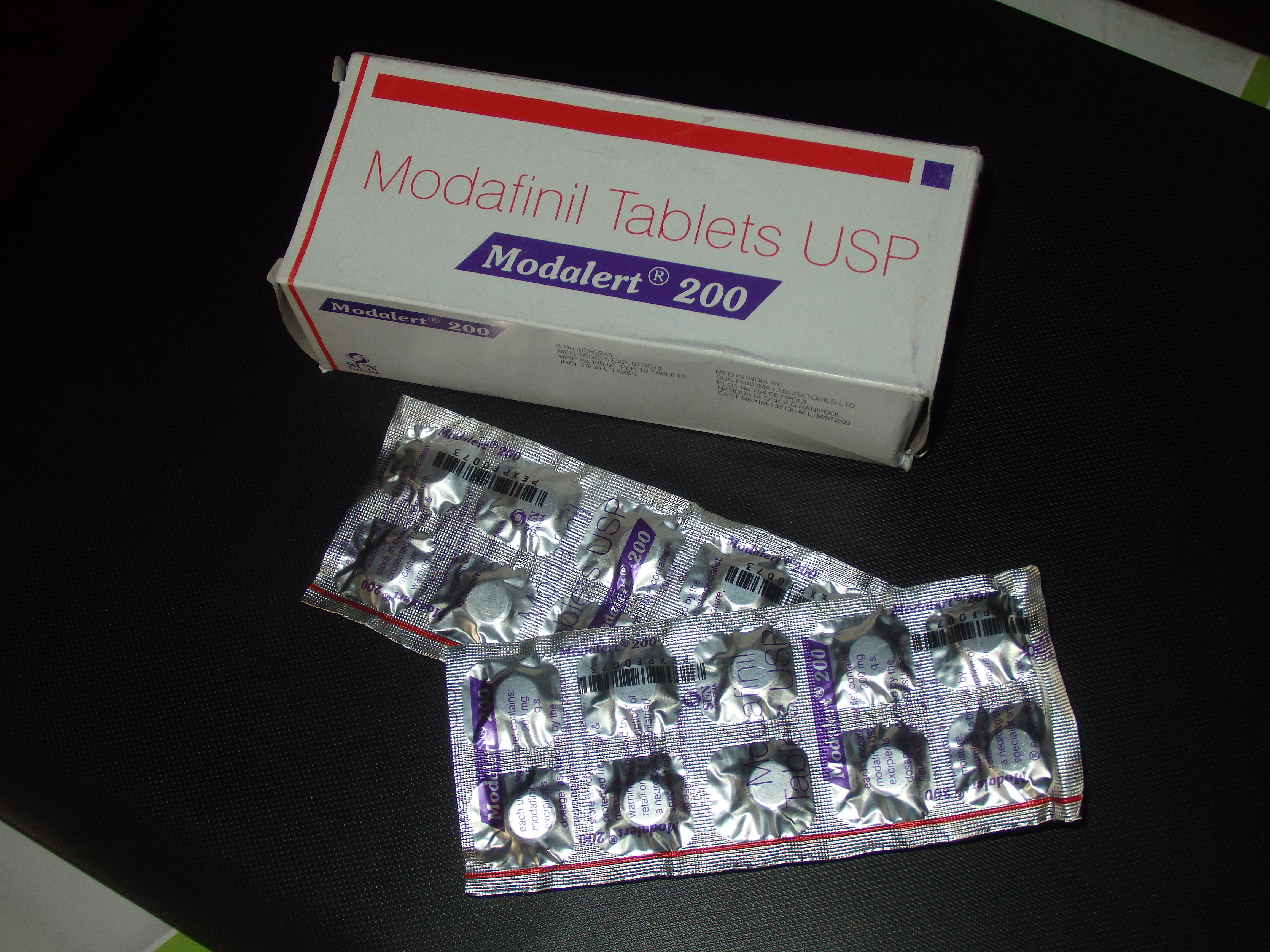
Modafinil (Modalert 200)

- Tratamiento de la narcolepsia o de la fatiga asociada a la apnea del sueño o esclerosis múltiple:
- Tratamiento de la fatiga asociada al síndrome de Charcot-Marie-Tooth:

Pacientes con insuficiencia hepática: se deben reducir las dosis en los pacientes con insuficiencia de grado B y C en la escala Child-Pugh o en los pacientes con cirrosis. En los pacientes con insuficiencia hepática grave, las dosis deben ser reducidas hasta en un 50%.
Pacientes con insuficiencia renal: no son necesarios reajustes de la dosis cuando el aclaramiento de creatinina se encuentra entre 20 y 90 ml/min. En los pacientes con ClCr <20 ml/min, el metabolito inactivo de modafinilo se acumula, produciendo unos niveles en sangre 9 veces mayores. Se desconocen los potenciales efectos tóxicos de esta acumulación. Igualmente, se desconoce si el modafinilo es eliminado en la diálisis.

## Contraindicaciones
El modafinilo está contraindicado en los pacientes con hipersensibilidad al fármaco. Aunque el modafinilo no ha demostrado alterar la funcionalidad, como cualquier estimulante del sistema nervioso central, podría afectar al pensamiento, juicio y comportamiento motor. Los pacientes deben ser prevenidos de que el tratamiento con este fármaco puede afectar su estado de alerta y su capacidad de reacción al conducir o manejar maquinaria. Además, el modafinilo puede enmascarar los signos de una necesidad física de sueño.
En los pacientes con historia de psicosis, inestabilidad emocional y otras alteraciones psicóticas, el modafinilo debe ser administrado con precaución. En algún caso se han descrito alucinaciones y delirios en este tipo de pacientes.
Algunos estimulantes del sistema nervioso central pueden reducir el umbral convulsivo en la epilepsia. No se ha estudiado el uso concomitante del modafinilo con antiepilépticos, si bien existe alguna evidencia de que el modafinilo podría interferir con el metabolismo de estos fármacos. En el caso de producirse convulsiones, se debe discontinuar la administración de modafinilo.
En algunos ensayos clínicos, la administración del modafinilo estuvo asociada a alteraciones cardiovasculares en pacientes con enfermedades cardíacas. Se han descrito palpitaciones, dolor torácico, cambios isquémicos en el ECG y disnea, en particular en pacientes con prolapso de la válvula mitral. El modafinilo no debe ser prescrito a pacientes con angina de pecho, insuficiencia cardíaca, arritmias, disfunción del ventrículo izquierdo, cambios isquémicos del ECG o síntomas valvulares asociados a la administración de estimulantes del sistema nervioso central. Igualmente, se debe tratar con precaución los pacientes con angina inestable o infarto de miocardio, debido a que la experiencia del uso del modafinilo en estos sujetos es muy limitada.
Se desconocen los efectos del modafinilo en dosis terapéuticas en sujetos con hipertensión. Se recomienda una frecuente monitorización de la presión arterial.
El modafinilo puede ocasionar el fracaso de una medicación contraceptiva a base de hormonas, ocasionando embarazos no deseados. Se recomienda la práctica de métodos anticonceptivos alternativos durante el tratamiento de modafinilo y durante un mes al menos después de la retirada del fármaco
Clasificación de la FDA de riesgo en el embarazo
El modafinilo se clasifica dentro de la categoría C de riesgo en el embarazo. Los estudios en animales sobre la fertilidad y el desarrollo fetal no permiten evaluar el peligro potencial para el desarrollo fetal humano, y tampoco se sabe si este fármaco es potencialmente teratógeno para el hombre. En algunos estudios en la rata se han observado efectos embriotóxicos, incluyendo malformaciones esqueléticas e hidronefrosis. Tampoco se sabe si, debido a sus efectos estimulantes sobre el sistema nervioso central, el modafinilo afecta al desarrollo del cerebro fetal. El modafinilo no debe ser utilizado en el embarazo, a menos que los efectos beneficiosos para la madre superen el riesgo potencial para el feto.
Se desconocen los efectos del modafinilo durante la lactancia. Muchos estimulantes del sistema nervioso central son desaconsejados durante la lactancia debido a los posibles efectos negativos que podrían inducir sobre el cerebro en desarrollo del lactante. En el caso de que se administrase el modafinilo a la madre, se deberá mantener una estrecha vigilancia sobre el lactante para determinar si se evidencia una estimulación del sistema nervioso central
En los pacientes con historia de alcoholismo o abuso de drogas, se debe comprobar el buen uso del modafinilo para evitar situaciones de abuso. En efecto, el modafinilo puede producir síntomas de euforia similares a los de otros estimulantes del sistema nervioso central. Aunque en un caso, la abrupta descontinuación del modafinilo no indujo síndrome de abstinencia, puede ser que la retirada del fármaco produzca un aumento de los períodos diurnos de sueño.
El modafinilo debe ser utilizado con precaución en pacientes de más de 65 años de edad. Aunque los ensayos clínicos han puesto de manifiesto que estos pacientes muestran una incidencia de efectos adversos similar a los de la población en general, los estudios farmacocinéticos demuestran que el aclaramiento hepático es menor, en particular si el paciente tiene 80 o más años. Dependiendo en que grado se sitúa las funciones hepática y renal en estos pacientes debe considerarse una reducción de la dosis.

## Interacciones
La comida retrasa la velocidad de absorción en una hora aproximadamente, pero no la cantidad de fármaco que se absorbe, por lo que esta interacción no tiene ninguna importancia clínica. Sin embargo, como muchos alimentos contienen cafeína, se debe advertir a los pacientes que se abstengan o moderen el consumo de café, té u otras bebidas o medicaciones que contengan cafeína.
No se dispone de información acerca de los efectos del alcohol o de las bebidas alcohólicas sobre los efectos del modafinilo. Es posible que se produzcan interacciones farmacodinámicas o antagonistas. Por lo tanto, se recomienda que los pacientes tratados con modafinilo se abstengan de consumir alcohol.
El uso concomitante del modafinilo con otros estimulantes del sistema nervioso central no ha sido estudiado en profundidad. En algún estudio, la administración conjunta de modafinilo y metilfenidato no alteró la absorción y el metabolismo de ninguno de los dos fármacos, si bien la absorción del primero se retrasó en una hora por la administración del segundo. Tampoco se han observado interacciones farmacocinéticas cuando el modafinilo se administró concomitantemente con anfetamina, si bien se produjo un ligero aumento de los efectos secundarios. Los pacientes que reciban un tratamiento combinado deberán ser vigilados por si aparecieran nerviosismo, irritabilidad, insomnio y otros síntomas relacionados con la estimulación del sistema nervioso central.
El modafinilo interacciona con las medicaciones anticonvulsivas de varias maneras. Se desconoce cómo el modafinilo reduce el umbral convulsivante como hacen otros estimulantes del sistema nervioso central como las anfetaminas. Como el modafinilo es al mismo tiempo inductor e inhibidor del sistema microsomal hepático CYP450 es difícil saber si la interacción con los anticonvulsivantes se debe a un inducción o a una inhibición de dichas enzimas. El modafinilo es metabolizado por la isoenzima CYP3A4 por lo que los anticonvulsivantes que inducen esta enzima (carbamazepina, fosfenitoína, fenitoína, fenobarbital y primidona) pueden reducir su eficacia al aumentar su aclaramiento hepático. A su vez, el modafinilo puede inducir el metabolismo de la carbamazepina, con la correspondiente reducción de los niveles plasmáticos de este anticonvulsivante. En el caso de la fenitoína, puede incrementarse su toxicidad al inducir el modafinilo los sistemas enzimáticos CYP2C19 y CYP2C9 que metabolizan este fármaco. En cualquier caso, se recomienda una estrecha vigilancia de los pacientes bajo tratamiento anticonvulsivante al iniciarse la administración del modafinilo.
Por un mecanismo de inducción similar al anterior, el modafinilo puede hacer fracasar un tratamiento anticonceptivo por ser metabolizados la etinilestradiol y los progestágenos por la isoenzima CYP3A4. Las mujeres con posibilidad de quedar embarazadas deberán ser advertidas de este riesgo y adoptar las medidas necesarias para prevenir embarazos no deseados.
El modafinilo induce el metabolismo de la ciclosporina mediante la inducción de la isoenzima CYP3A4, habiéndose observado reducciones de hasta un 50% en los niveles plasmáticos del inmunosupresor. Se recomienda la monitorización de los niveles plasmáticos de la ciclosporina si se administra simultáneamente el modafinilo para evitar el fracaso de la inmunoterapia y el riesgo de un rechazo.
Otros fármacos cuyo eficacia y toxicidad, como la teofilina, se mantienen en un rango estrecho de concentraciones plasmáticas, deberán ser controlados durante la administración del modafinilo ya que una inducción metabólica puede reducir la eficacia y hacer fracasar el tratamiento y una inhibición podría aumentar la toxicidad y por tanto las reacciones adversas.
Por otra parte, los fármacos que inducen la isoenzima CYP3A4 (anticonvulsivantes, dexametasona, rafabutina, etc) pueden aumentar el metabolismo y el aclaramiento de modafinilo, con la correspondiente pérdida de eficacia (poco tiempo en plasma poco efecto). Por el contrario, los fármacos inhibidores de esta enzima (ketoconazol, itraconazol, fluconazol, miconazol, cimetidina, claritromicina, eritromicina, nefazodona y algunos inhibidores selectivos de la recaptación de serotonina como la sertralina o la fluoxetina), aumentan su concentración plasmática ya que la isoenzima esta inhibida y no metaboliza a la misma velocidad al modafinilo. Además, existen otros fármacos inductores e inhibidores de la isoenzima CYP3A4, lo que deberá ser tenido en cuenta al prescribir modafinilo.
El modafinilo puede reducir el metabolismo hepático de la warfarina, por lo que se sugiere monitorizar los tiempos de protrombina y el INR al menos durante los primeros meses de la administración del fármaco a un enfermo anticoagulado.
Se desconocen si existen interacciones entre el modafinilo y los inhibidores de la monoamina oxidasa (IMAOs). Sin embargo, se sabe que otros estimulantes del sistema nervioso central producen serias reacciones adversas si se administran con los IMAOs, por lo que se recomienda no utilizar conjuntamente ambos tipos de fármacos. Es más, si hubiera necesidad de administrar un IMAO, se deberá dejar pasar un plazo de al menos 2 semanas después de la retirada del modafinilo.
Como se ha indicado anteriormente, el modafinilo puede actuar como inhibidor metabólico de algunos fármacos, prolongando la semi-vida de eliminación. Algunos de estos fármacos son citalopram, diazepam, fosfenitoína, fenitoína, propranolol, tolbutamida, topiramato y algunos antidepresivos tricíclicos. En particular estos últimos al ser frecuentemente utilizados en la cataplexia deberán ser administrados con precaución, requiriéndose a veces reducciones de la dosis antidepresiva.
El zumo de pomelo reduce el metabolismo de los fármacos que se metabolizan a través de la isoenzima CYP3A4 en los enterocitos, como es el caso del modafinilo. Se recomienda que la ingestión del zumo de esta fruta se lleve a cabo lo más distanciado posible en el tiempo después de la administración del modafinilo.

## Reacciones adversas
En comparación con otros estimulantes del sistema nervioso central como el metilfenidato o las anfetaminas, el modafinilo muestra una menor incidencia de efectos adversos en los pacientes narcolépticos. Las reacciones adversas encontradas con mayor frecuencia están todas relaciones con el sistema nervioso central incluyendo cefaleas, náuseas, vómitos, nerviosismo, ansiedad e insomnio. La incidencia de estas reacciones adversas es >5% en comparación con las producidas por placebo. Aproximadamente el 5% de los pacientes tuvo que discontinuar el tratamiento debido a las reacciones adversas, siendo usualmente la causa el nerviosismo, las cefaleas, el insomnio y la depresión.
El modafinilo ha mostrado mantener su eficacia a lo largo de tratamientos largos (de hasta 10 años de duración) lo que indica que no desarrolla tolerancia ni adicción. Adicionalmente, en ningún caso se ha manifestado un síndrome de abstinencia al discontinuar el tratamiento. No obstante, la brusca retirada del fármaco puede resultar en una fatiga y en un número de episodios de sueño similares o mayores a los anteriores al tratamiento.
Otros efectos secundarios, por otra parte comunes a todos los estimulantes del sistema nervioso central son amnesia, ansiedad, ataxia, confusión, mareos, depresión, discinesia oro-facial, fragilidad emocional, hipertonía, parestesias y temblores. Estas reacciones adversas sólo un poco más frecuentes que las observadas con placebo afectan a >1% de los casos y suelen ser moderados. Los casos de nerviosismo, intranquilidad e insomnio, pueden ser minimizados si el fármaco se administra por la mañana.
Los efectos cardiovasculares que se observan en algunos pacientes incluyen angina, palpitaciones, dolor torácico, cambios isquémicos en el ECG y disnea, en particular en los pacientes con enfermedad valvular o disfunción del ventrículo izquierdo. En otros estudios se ha reportado una exacerbación de las arritmias, hipertensión, hipotensión, vasodilatación y síncope. En particular, si se administran dosis de >600 mg/día, es frecuente la aparición de hipertensión y aumento del pulso. En caso de sobredosis de modafinilo se recomienda la monitorización cardiaca.
La administración de modafinilo está asociada a varios efectos adversos sobre el tracto digestivo. En un 10% de los casos se producen náuseas y vómitos. También se han reportado anorexia, diarrea y xerostomía. Por el contrario, pese a algunos casos de anorexia, el modafinilo no parecer inducir una pérdida de peso. Otras reacciones adversas muy raras son gingivitis, úlceras orales y polidipsia.
Finalmente, otros efectos adversos cuya incidencia es < 1-2% son:
- Dermatológicos: rash inespecífico, prurito, xerosis.
- Hematológicos: eosinofilia.
- Metabólicos:proteinuria, hiperglucemia.
- Musculoesqueléticos: artralgia, desórdenes articulares y dolor de cuello.
- Respiratorios: broncoespasmo, asma, disnea, epistaxis, faringitis, rinitis.
- Órganos de los sentidos: ambliopía, visión borrosa, disgeusia.
- Urogenitales: retención, eyaculación, disfunción eyaculatoria, orina anormal.
- Generales: fiebre, escalofrios.